# Procris vartinae
Procris vartinae is een vlinder uit de familie van de bloeddrupjes (Zygaenidae). De wetenschappelijke naam van de soort werd voor het eerst geldig gepubliceerd in 1961 door Hans Malicky.